# 住吉駅 (阪神)
住吉駅（すみよしえき）は、兵庫県神戸市東灘区住吉宮町五丁目にある、阪神電気鉄道本線の駅。駅番号はHS 24。
西隣の御影駅とは駅間距離がわずか500mしか離れておらず、阪神本線では最も短い。

## 歴史
- 1905年（明治38年）4月12日：阪神本線の開通と同時に開業[2]。
- 1929年（昭和4年）7月：併用軌道から高架化される[2]。
- 1995年（平成7年）
  - 1月17日：阪神・淡路大震災で被害を受け阪神鉄本線運休し、当駅も一時営業中止[4]。
  - 2月11日：青木駅 - 御影駅間復旧により営業再開（同年6月26日に全線復旧）[4]。
- 2014年（平成26年）4月1日：駅番号導入[5][6]。

## 駅構造

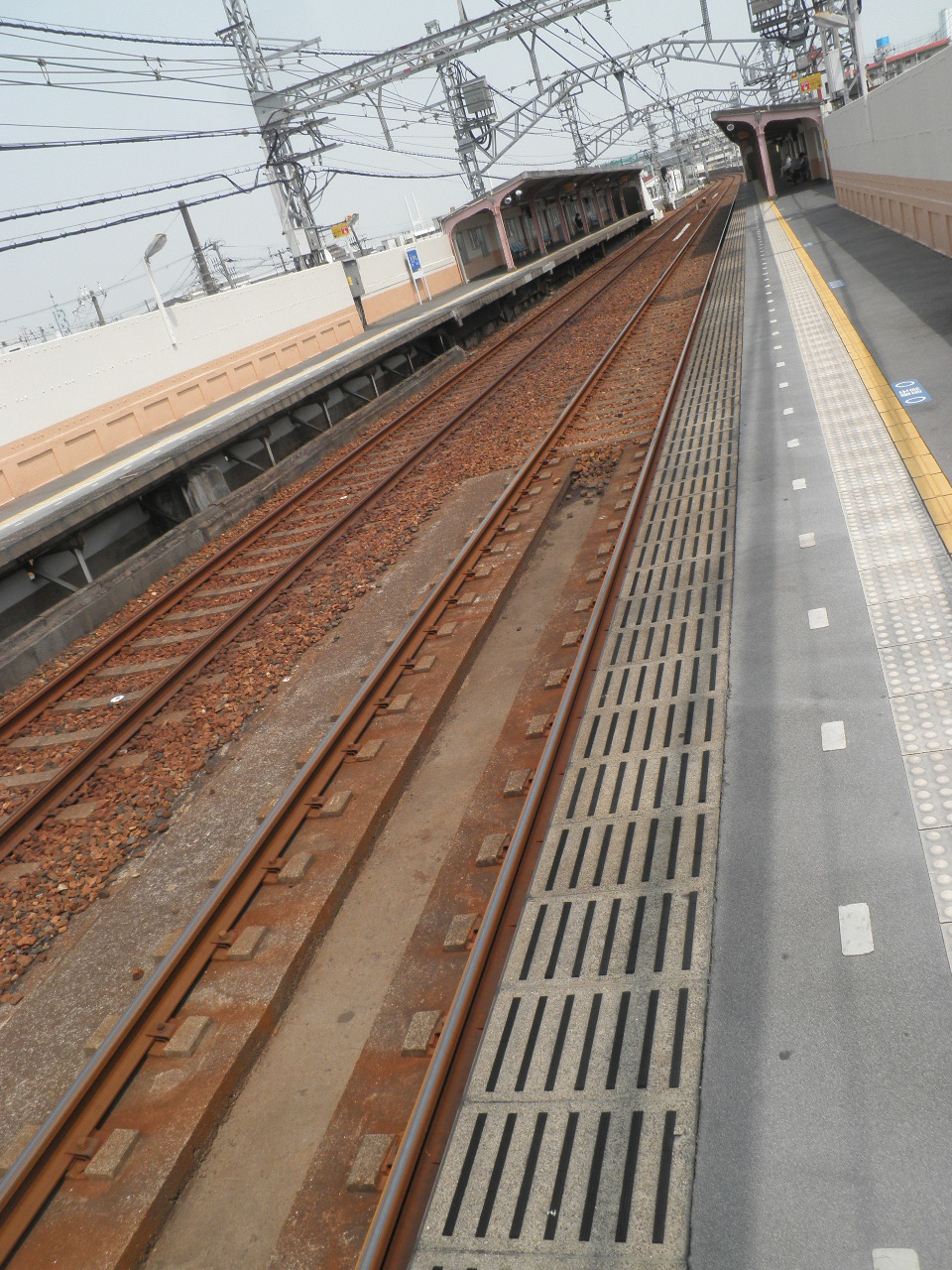
下り線にある直結軌道

相対式2面2線を有する高架駅。分岐器や絶対信号機を持たないため、停留所に分類される。改札口は東側（大阪梅田寄り）1か所のみで地上部にあり、ホームは2階にある。ホームにはベンチが並べてあるだけで、待合室は設置されていない。改札内コンコースからホームへの階段は、ホーム大阪梅田寄り最端部に通じている。
今から100年ほど前となる1929年（昭和4年）に高架駅となったが、ほぼ当時の形態を残している。そのため、当駅の階段には、昭和初期のデザインを思わせる意匠の丸窓がつけられ、特徴の一つとなっている。ただ、昭和初期に高架化されたこともあり、これまでエレベーターやエスカレーターは設置されておらず、バリアフリー化がなされていなかったため、今後は2026年春完成を目指して両ホームともに神戸方面寄りにエレベーターを設置、さらに西口にも改札口（エレベーター専用）を新設、多機能トイレを設置する。さらに、併せてホームの嵩上げとともに従来型よりも軽量な新型可動式ホーム柵を設置することとなった。
下り線の西方には、短区間ながら地上線では珍しい「直結軌道」が存在する。

### のりば
| 番線 | 路線  | 方向 | 行先                           |
| ---- | ----- | ---- | ------------------------------ |
| 1    | ■本線 | 上り | 尼崎・大阪梅田・難波・奈良方面 |
| 2    | ■本線 | 下り | 神戸三宮・明石・姫路方面       |

- 実際には構内に上記ののりば番号表記はないが、公式サイトの構内図では上りホームが1番線、下りホームが2番線とされている。普通のみの停車であり、ホーム有効長は4両編成分(約80m)である。

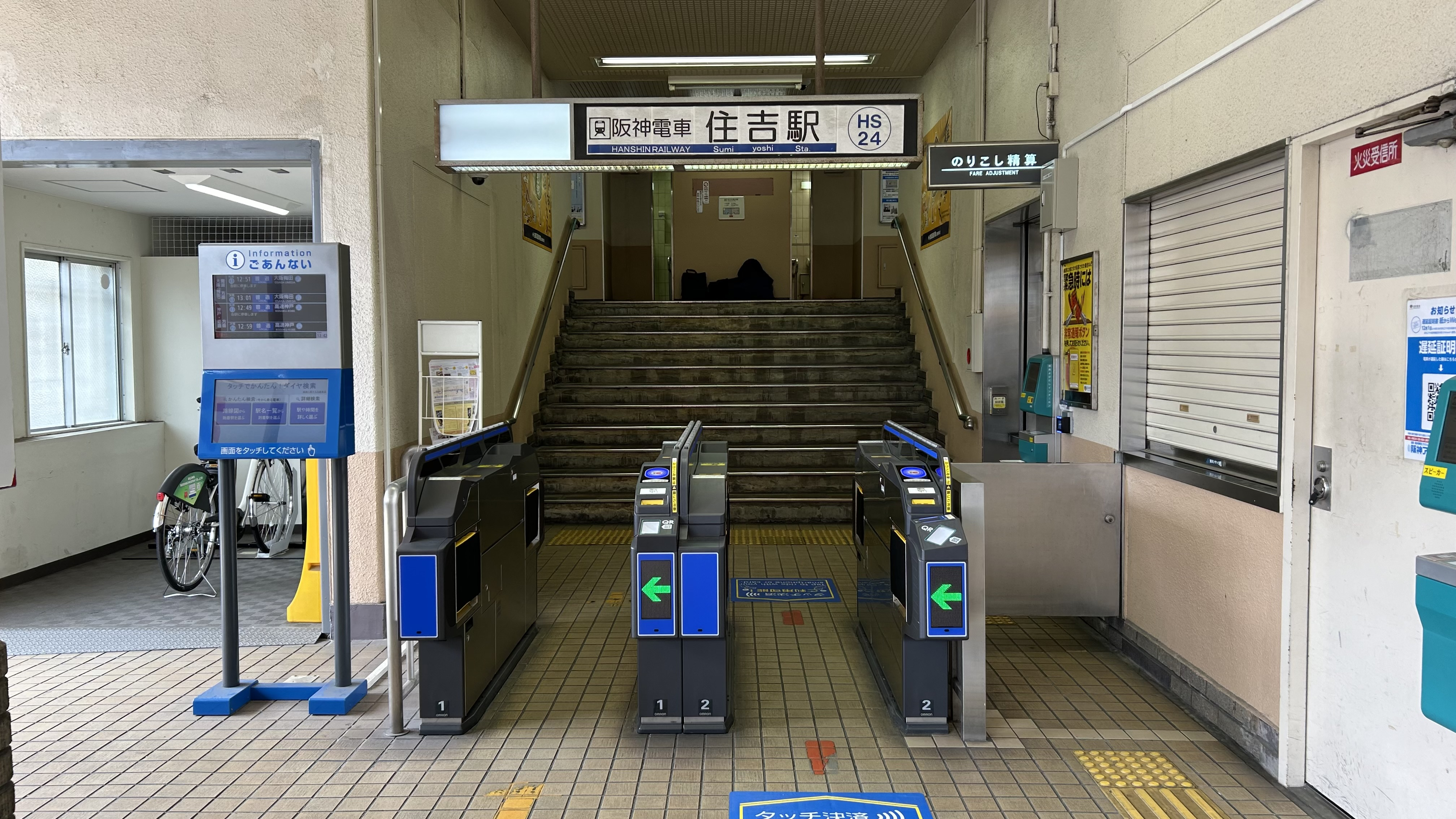
改札口
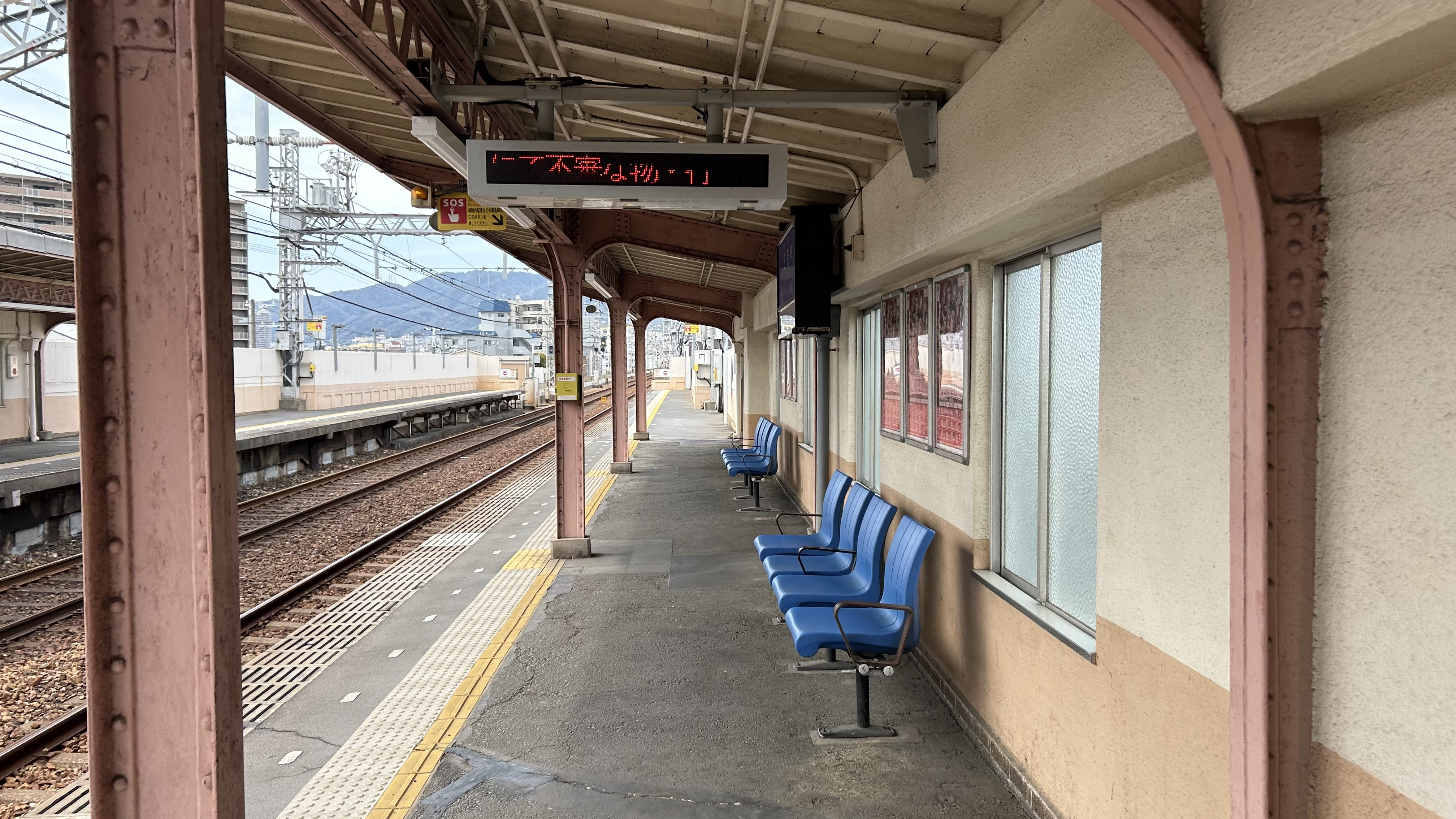
大阪方面ホーム
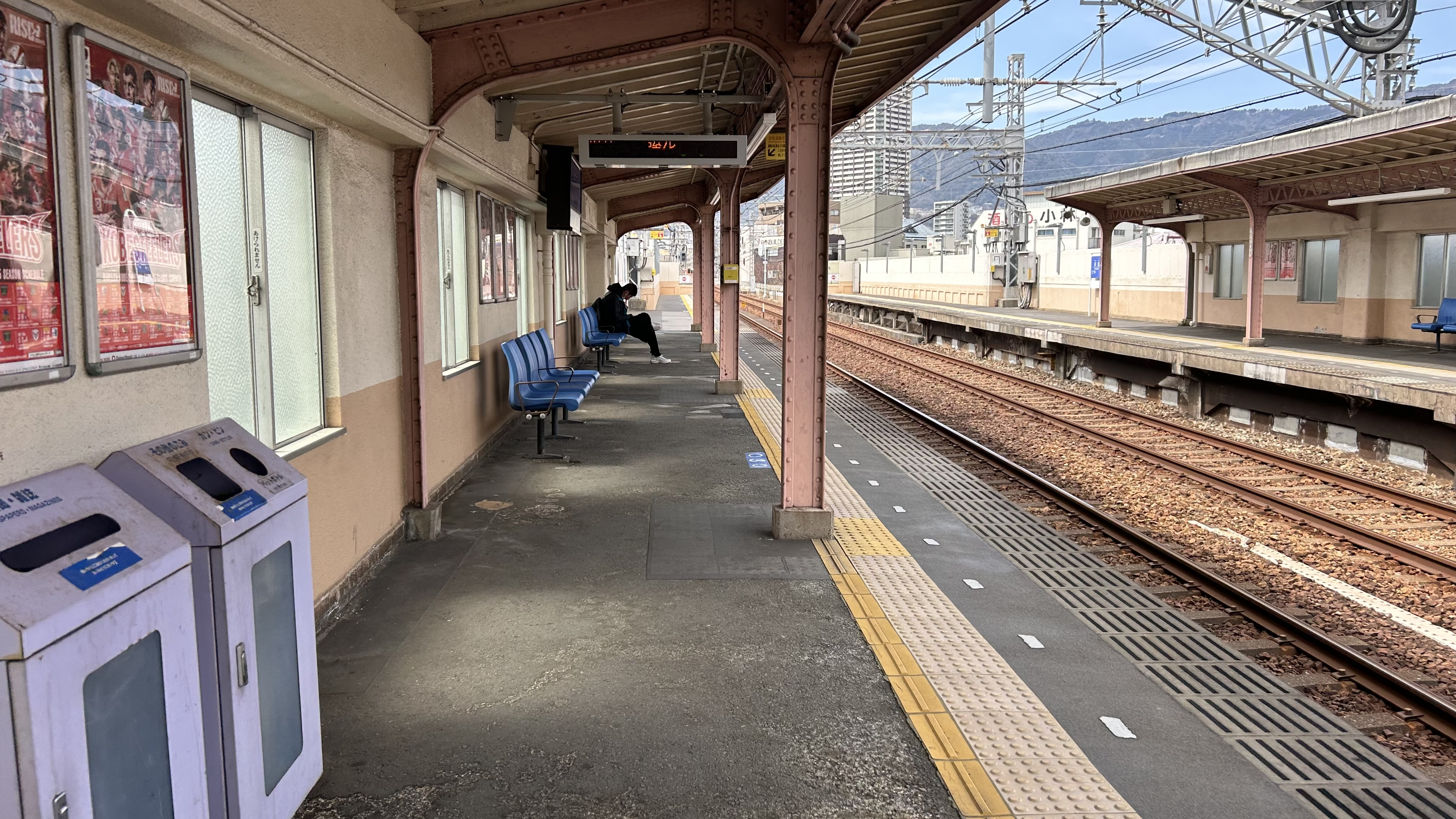
神戸方面ホーム
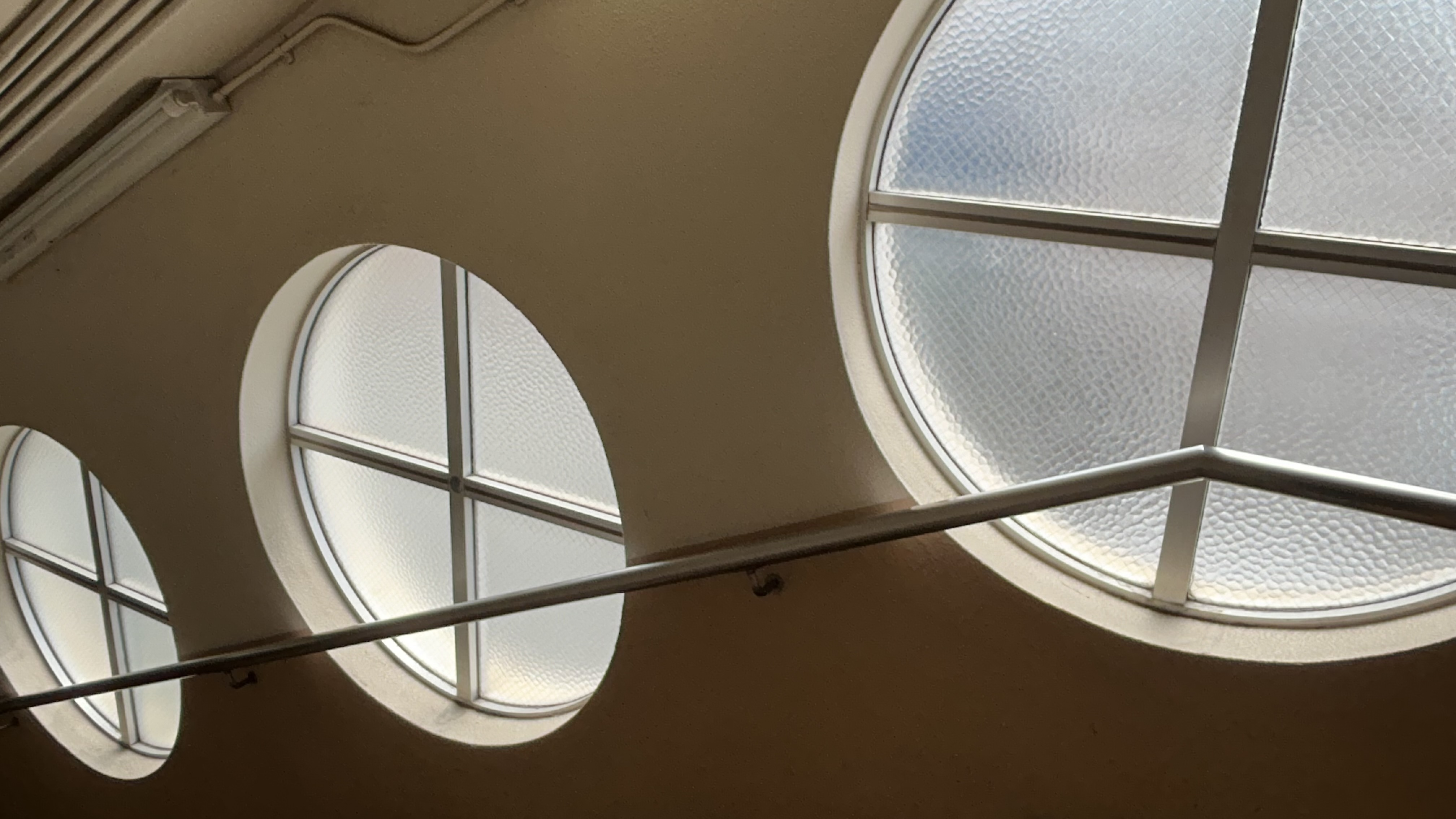
階段の丸窓
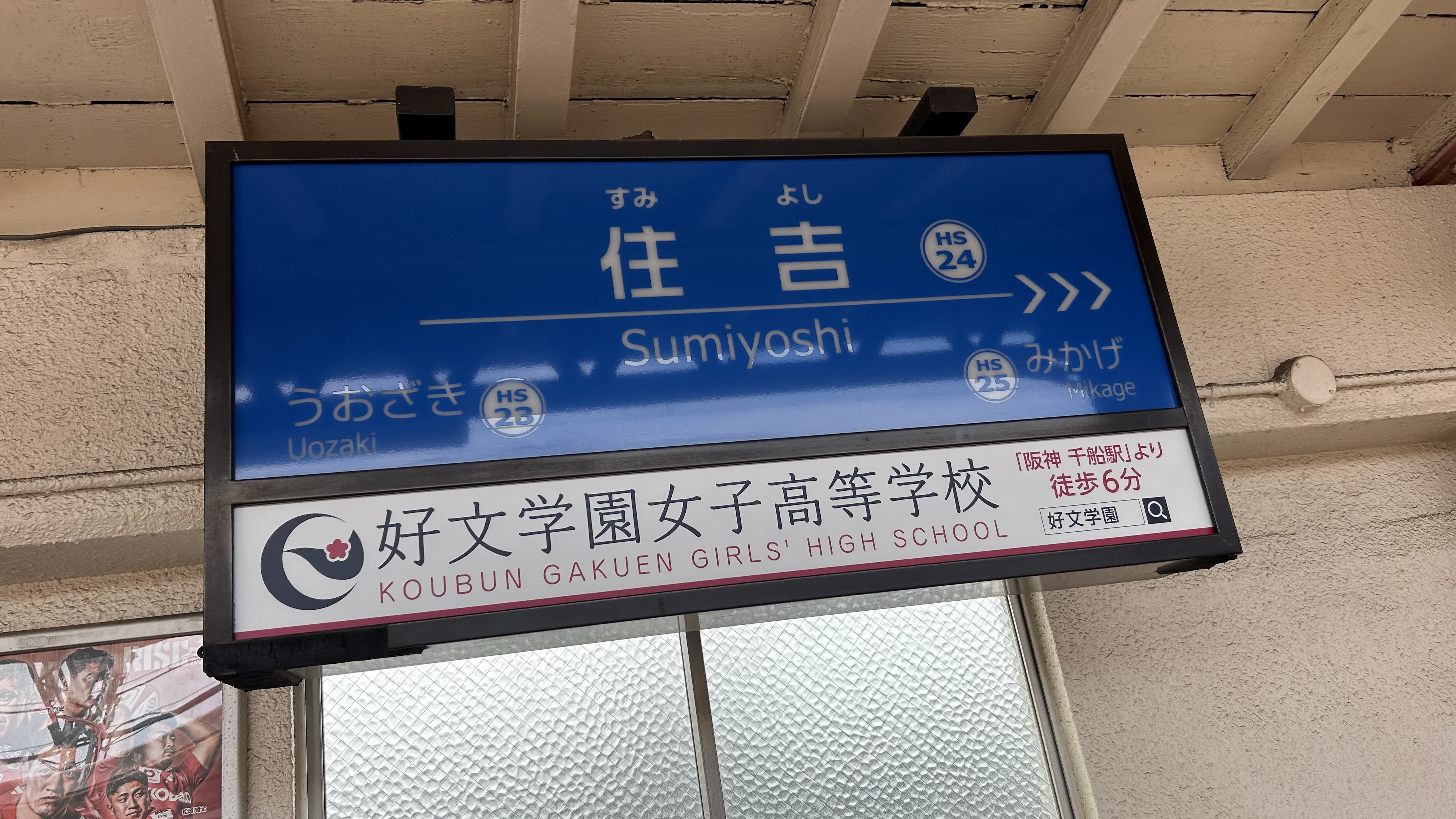
駅名標

| ← 大阪梅田方面 | 住吉駅配線略図 | → 神戸三宮・元町方面 |
| 凡例 出典:     |                |                      |

## 利用状況
2023年11月の1日の平均乗降人員は2,737人で、阪神電気鉄道の駅では久寿川駅に次いで第43位。阪神本線の駅では最も利用客が少ない。

## 駅周辺

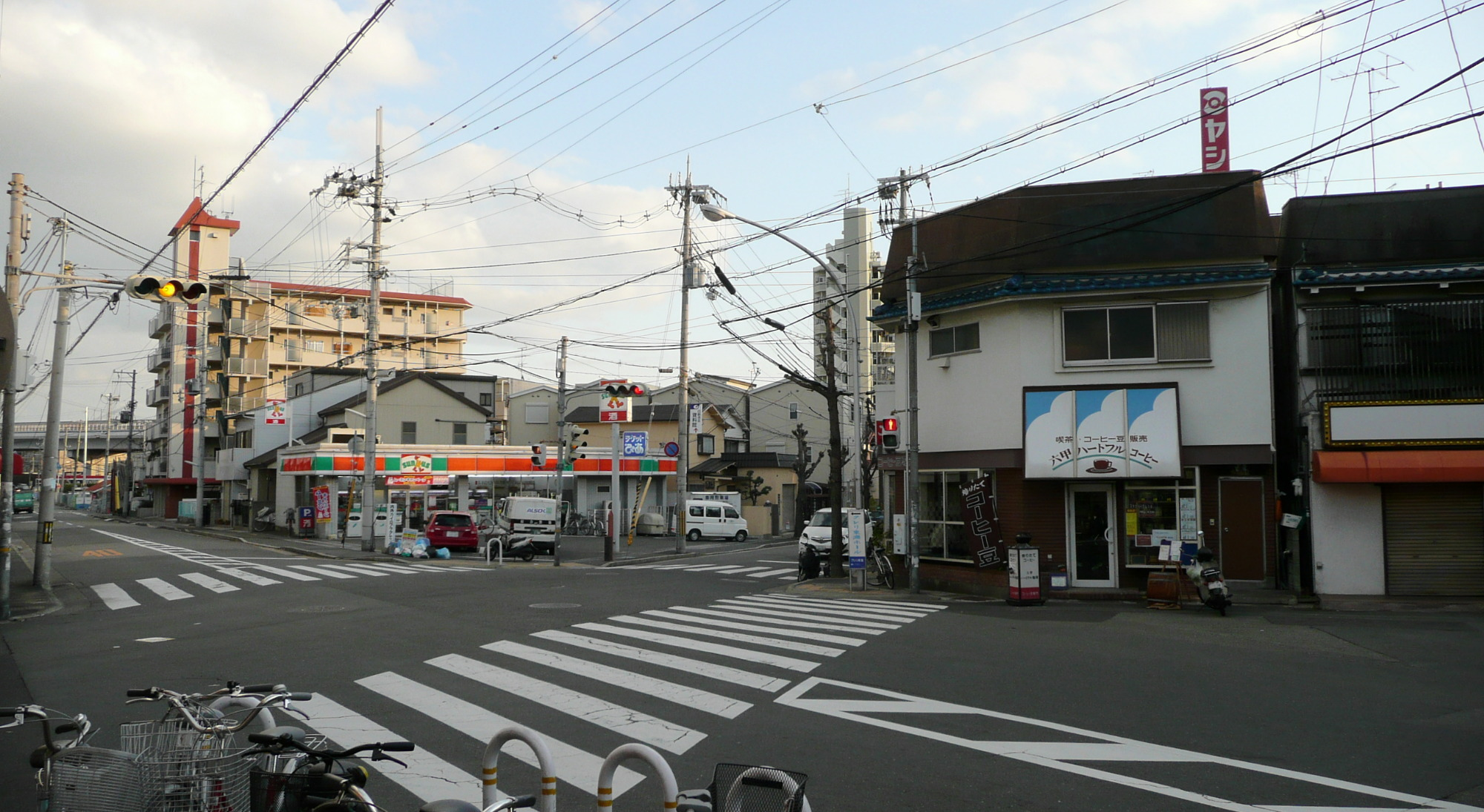
駅前風景

駅周辺には住宅地が広がる。駅すぐ南の国道43号を越えると工場や倉庫が多く立地する。
JR神戸線（東海道本線）・神戸新交通六甲アイランド線にも同名の「住吉駅」があるが、当駅とJR神戸線・六甲アイランド線の住吉駅までは約1km離れている。六甲アイランド線への乗換駅は上り線次駅の魚崎駅であり、JR神戸線への乗り換えは神戸三宮駅（JR線は三ノ宮駅）となる。
- 白鶴酒造本社
  - 白鶴酒造資料館[2]
- 菊正宗酒造本社
- 阪神住吉郵便局
- 国道43号
- 住吉公園
- 東求女塚公園
- 住吉公園保育園
- 神戸市立遊喜幼稚園
- 日本年金機構東灘年金事務所
- 近畿地方整備局六甲砂防事務所
- カトリック住吉教会
- 有馬街道

### バス路線
神戸市バス
- 駅東側
  - 33 JR甲南山手方面行き
  - 35 阪神御影南口方面行き
  - 39 甲南医療センター前・鴨子ヶ原・神大附属前方面行き

## 隣の駅
阪神電気鉄道
本線
■直通特急・■特急・■区間特急・■快速急行・■急行
通過
■普通
魚崎駅 (HS 23) - 住吉駅 (HS 24) - 御影駅 (HS 25)